# NGC 4887
NGC 4887 (другие обозначения — MCG −2-33-87, IRAS12580-1423, PGC 44796) — галактика в созвездии Дева.
Этот объект входит в число перечисленных в оригинальной редакции «Нового общего каталога».
В галактике вспыхнула сверхновая SN 1964D. Её пиковая видимая звёздная величина составила 16,5.